# Saruhanidi

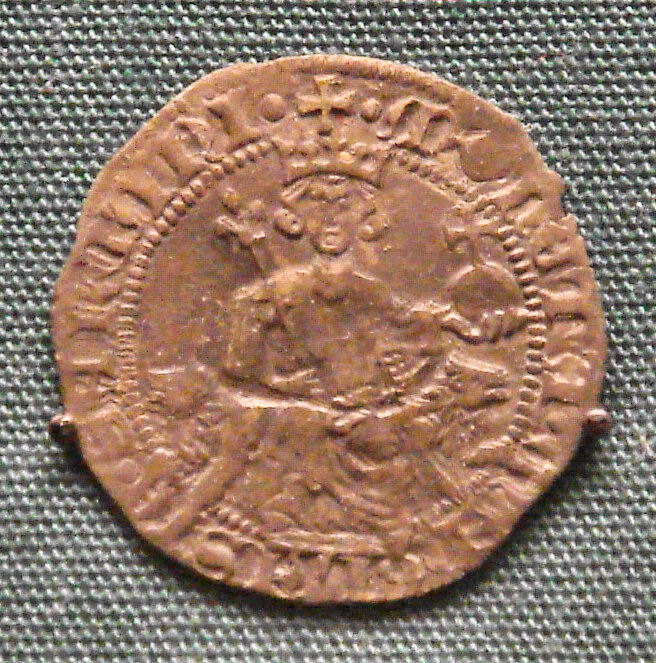
Silver gigliato di Sarukhan, Bey di Magnesia, 1313-1348, sovrano di Lidia, Turchia occidentale.

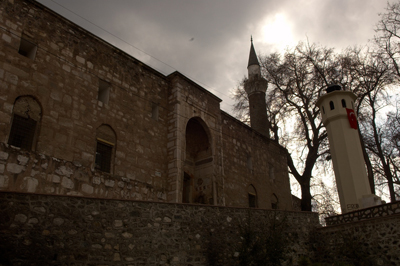
Grande moschea di Manisa, costruita nel 1374.

I Saruhanidi o dinastia Saruhanide (in lingua turca: Saruhanoğulları, Saruhanoğulları Beyliği), noti anche come Principato di Saruhan e Beylik di Saruhan (Saruhan Beyliği), fu uno dei beilicati turchi d'Anatolia, nella zona di Manisa.
Fu uno dei principati di frontiera fonfati dal clan  Oghuz turco dopo il declino del sultanato di Rum. Venne fondato dal capo tribù  Saruhan Bey intorno al 1300 e durò, per una prima volta, fino al 1390, quando Bayezid I invase la regione e, infine, fino al 1410, quando il sultano ottomano Mehmet I uccise Hızır, l'ultimo sovrano dei Saruhanidi e assorbì il beilicato nell'Impero ottomano come provincia.

## Storia
Il fondatore del beilicato, Saruhan Bey, iniziò la sua carriera militare come emiro dei Germiyanidi. All'inizio del XIV secolo, si appropriò di territori lungo la valle del fiume Gediz (Hermus sotto i precedenti governanti bizantini) e fondò una dinastia che iniziò a governare la regione dalla sua base di Manisa. Fra le sue principali città c'erano Menemen, Gördes, Demirci, Nif e Kasaba.

## Eredità
Il periodo della dinastia, come potenza regionale, è in gran parte limitato al lungo regno del suo fondatore, Sarukhan Bey (morto nel 1346), sotto il quale il principato divenne una potenza navale nel Mar Egeo e combatté regolarmente con le flotte della Repubblica di Genova e del Ducato di Nasso.
Il monumento più duraturo della dinastia Sarukhan è la Grande Moschea di Manisa. Costruita nel 1374 da Ishak Bey, ha una sala di preghiera coperta da una cupola di 14 metri di diametro. Annesso alla sala di preghiera è un innovativo, piazzale semi-coperto. L'edificio servì probabilmente come ispirazione per la moschea Üç Şerefeli, costruita circa sessant'anni dopo dal sultano ottomano Murad II.
La regione corrispondente all'area sotto la giurisdizione della dinastia dei Saruhanidi, divenne una sub-provincia ottomana (Sangiaccato) sotto il nome di Sarukhan fino ai primi anni della Repubblica di Turchia.

## Lista dei regnanti
1. Saruhan Bey (1313-1346)
2. Fahrüddin İlyas Bey (1346-1362)
3. Muzafferüddin İshak Bey (1362-1388)
4. Hızırşah (1362-1390)

- Ottomani (1390-1402)

1. Orhan Bey (1402-1404)
2. Hızırşah Bey (1404-1410)
3. Orhan Bey (1410-1412)